# Ferrer Nicolau de Gualbes i Desvalls
Ferrer Nicolau de Gualbes i Desvalls (?-Barcelona 1504). Canonge de la Seu de Barcelona; President de la Generalitat de Catalunya (1503-1504), ardiaca del Vallès. Va ser nomenat president de la Generalitat el 22 de juliol de 1503. Va tenir un mandat curt, ja que morí l'1 de març de 1504.
Fill de Ferrer Nicolau de Gualbes i Dirga i Elionor Desvalls i de Ribalta. Membre d'una família important de Barcelona, va ser doctor en decrets. Vivia a Roma treballant per la cancelleria de Sixt IV quan en 1479 el rei Ferran el Catòlic el nomenà el seu conseller i tornà a Barcelona.
Va ser un participant actiu en la negativa a la contribució eclesiàstica a les imposicions de la ciutat, arribant a protagonitzar aldarulls a la plaça de Sant Jaume en 1484.